# 니콜 포레스터
니콜 포레스터(Nicole Forester, 1972년 11월 19일 ~ )는 미국의 배우이다.
앤아버에서 태어났다.

## 출연 작품

### 영화
- The Christmas Box (1995)
- 오메가 코드 (1999, The Omega Code)
- 트러스트 (2010) - 수재나 역
- 더블 (2011) - 몰리 역
- 잭 리처 (2012) - 낸시 홀트 역
- The Wicked (2013)
- My Not So Irish Bride (2014) - 콜린 역
- Dial a Prayer (2015)
- 배트맨 대 슈퍼맨: 저스티스의 시작 (2016) - 르블랑 역
- 엘로이즈 (2016)
- 체리 (2021)

### 텔레비전
- 베벌리힐스 아이들 (1998)
- 두 남자와 1/2 (2004-05)
- 가이딩 라이트 (2005-08)
- 보스 (2011-12)